# エイビッサ
エイビッサ（カタルーニャ語バレアレス方言:Eivissa [əjˈvisə]: アイヴィーサ、スペイン語:Ibiza）は、スペイン・イビサ島のムニシピオ（基礎自治体）。イビサ島の中心自治体であり、1986年よりカタルーニャ語名が正式名称である。住民はビラ・ダイヴィーサ（Vila d'Eivissa）または単純にビラ（Vila）と呼ぶ。

## 特徴
アイヴィーサは、海に面した小山の上のダルト・ビラ（Dalt Vila、標高の高い場所にある町）と呼ぶ旧市街と、エイシャンプレ（Eixample）と呼ぶ現代市街との2つに分けられる。ダルト・ビラの頂上には、14世紀に建てられたゴシック様式のエイビッサ聖堂が建つ。同じくダルト・ビラには、UNESCOの世界遺産に登録されているイビサ島のカルタゴのネクロポリス（es）がある。
公用語はカタルーニャ語とスペイン語である。観光が盛んであるため住民の多くはどちらも言語も話せる。フェニキア、アラブの支配を受けた歴史から、今も島には独特の民俗と風習、料理が残る。また、白い家が多く、都市の遠景も白一色に見えることから白い島（isla blanca）と呼ばれる。
夜通し音楽を楽しむ若者が集まる都市として知られており、多くのナイトクラブが集まっている。

## 気候

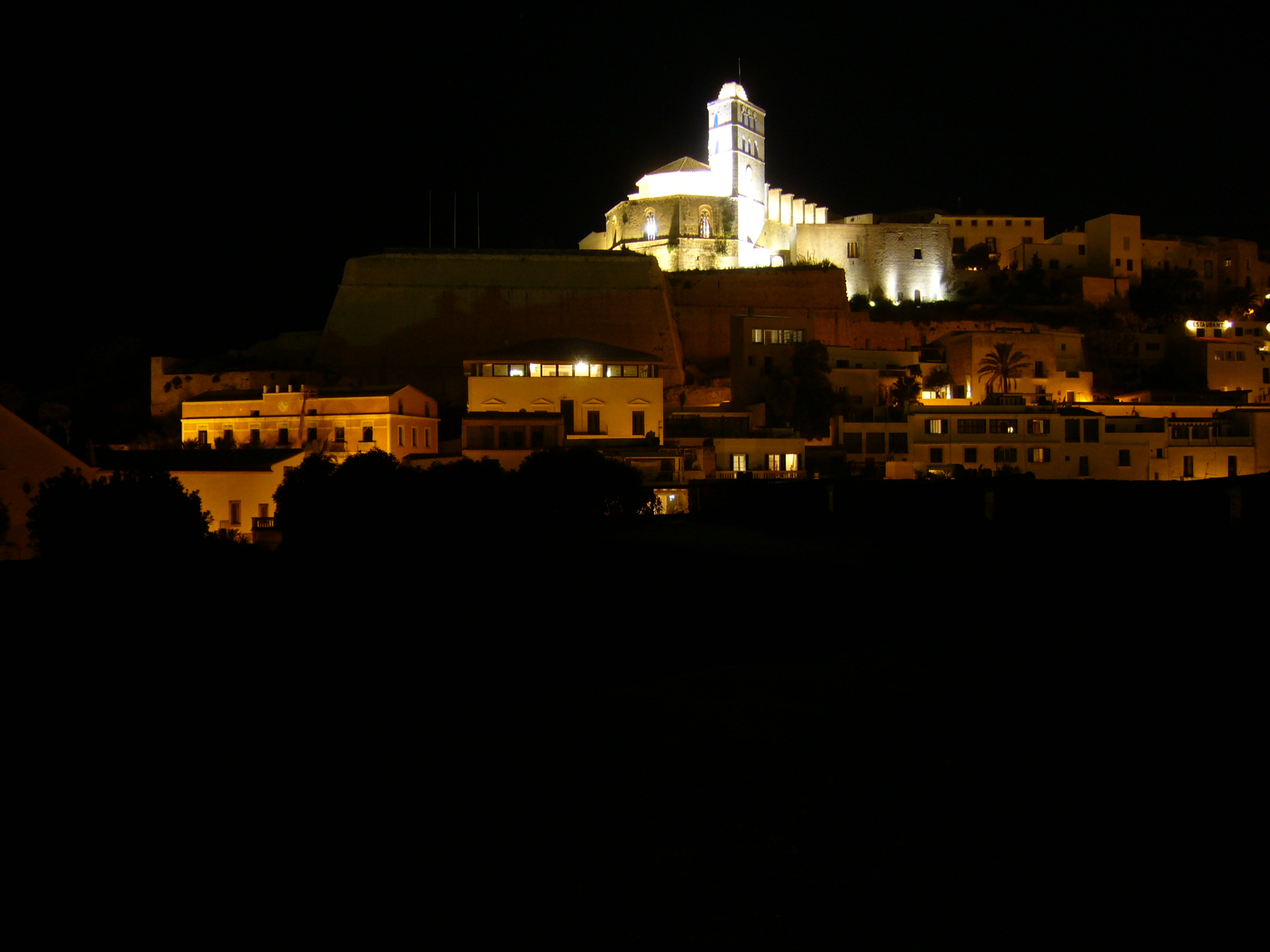
ライトアップされた聖堂

冬期にあたる10月から3月にかけての6ヶ月間、平均最高気温は14℃から23℃、平均最低気温は7℃から15℃、一日の日照時間は平均6時間である。
春と夏の平均的な日照時間は一日10時間、最高気温は20℃から34℃、最低気温は15℃から19℃である。一年の日照時間は約2,800時間、平均湿度は72％である。

## 歴史
紀元前7世紀頃、フェニキア人によってアイボシム（Aiboshim）の町が島に築かれた。都市の核は、丘の上のアクロポリスと、湾の岸に面した港湾地帯から成っていた。その他に神殿と、重要な製品であった陶器の工房があった。紀元前5世紀頃の都市の人口は、4,000人から5,000人であったと概算される。カルタゴに占領された後、地中海各地で作られた製品を輸入する一大貿易センターとして活気のある都市となった。紀元前146年のカルタゴ滅亡後、都市は政治的にも商業においても自治を維持し続けるが、後にローマ帝国領となった。70年、ウェスパシアヌス帝時代に都市はムニキピウムとなり、その名をフラウィウス・エブスス（Flavius Ebusus）と変えた。
ローマの衰退と、424年のヴァンダル族侵攻は重なって起きた。その後東ローマ帝国が、次いでムーア人が島を占領した。
1235年8月8日、アラゴン王ハイメ1世が采配を振ったマヨルカ王国遠征で、タラゴナ大司教ギリェム・デ・モントグリ、ウルジェイ伯ペドロ1世らによってエイビッサは奪還された。
都市の標高の高い部分、ダルト・ビラは、アラブ人によって築かれた三方を防衛する要塞が不十分であったことから、フェリペ2世は都市をオスマン帝国とバルバリア海賊の攻撃から守るために補強を行った。この四方の守備を強化した要塞は16世紀に完成した。これは1999年より世界遺産に登録されている。

## 交通
- イビサ空港から約7km

## スポーツ
- UDイビサ＝エイビッサ - アイヴィーサに本拠地を置くサッカークラブ。2010年に解散。
- UDイビサ - 上記のUDイビサ＝エイビッサの後継クラブ。2015年に設立され、2021-22シーズンはセグンダ・ディビシオン (2部相当)に所属している。